# 嘉禾街道 (广州市)
嘉禾街道是中华人民共和国广东省广州市白云区下辖的一个街道办事处，位于白云区南部，2002年7月1日成立。辖区总面积近10平方公里，下辖15个社区，人口近8万人。辖区内有106国道、白云大道、机场高速公路等。
2013年12月19日，广州市人民政府批复同意白云区部分行政区划调整，调整后，嘉禾街道办事处管辖嘉禾社区、望南社区、望北社区、西岭社区和原均禾街道办事处的新村社区、科甲社区、长湴社区、双和社区、太和社区。嘉禾街道办事处驻鹤龙二路1338至1342号。。

## 行政区划
嘉禾街道下辖以下地区：
嘉禾社区、望南社区、望北社区、西岭社区、科甲社区、新村社区、长湴社区、双和社区和太和社区。